# Kolin
Kolin je kvarterna sol amonijaka, vitaminu-sličan esencijalan spoj. Najčešće je u ioniziranom obliku, te ima protuione poput klora, tartarata ili hidroksida. Otkrio ga je i izolirao Adolph Strecker iz jetre vola, i prvotno je imao naziv neurin. Kasnije je dobio naziv kolin (grč. χολή, kole - žuć)
Kolin i njegovi metaboliti služe kao intermedijeri u tri važna fiziološka puta : 
1. Strukturna uloga i signalizacija u sklopu stanične membrane (fosfatidilkolin)
2. Neurotransmisija (sinteza acetilkolina)
3. Izvor metilne skupine (prijenosnik) u putu sinteze S-adenozilmetionina

Izvori kolina mogu biti životinjski - jetra, riba, jaja; biljni - soja, brokula, bademi, kikiriki.
Važan je u neurološkom razvoju fetusa (neuralne cijevi), izgradnji membrana, putovima dugoročnog pamćenja (long-term memory).
Proglašen je kao jedan od neizbježnih nutrijenata jer ima važnu ulogu u višestrukim razvojnim i signalnim procesima u tijelu.

## Također pogledajte
- Acetilkolin
- dimetiletanolamin